# South African Professional Championship 1979
Die South African Professional Championship 1979 war ein professionelles Snookerturnier ohne Einfluss auf die Snookerweltrangliste (Non-ranking-Turnier), das im August 1979 im Rahmen der Saison 1979/80 zur Ermittlung des südafrikanischen Profimeisters in Südafrika ausgetragen wurde. Sieger der ersten im K.-o.-System gespielten Ausgaben des Turnieres wurde Derek Mienie, der im Finale mit einem Sieg über Jimmy van Rensberg seinen einzigen Turniersieg bei einem Profiturnier machte. Wer das höchste Break spielte, ist nicht bekannt. Selbiges gilt für das ausgeschüttete Preisgeld.

## Turnierverlauf
Es nahmen fünf Spieler teil, darunter die beiden Brüder und Amateure Silvino und Mannie Francisco sowie der Vize-Weltmeister von 1978, Perrie Mans. Zwei Spieler starteten mit einem Erstrundenspiel das Turnier; der Sieger zog ins Halbfinale ein, ab dem zusammen mit den restlichen Teilnehmern der Turniersieger im K.-o.-System ermittelt wurde. Alle Spiele fanden im Modus Best of 17 Frames statt.
In der ersten Runde konnte sich Derek Mienie deutlich gegen Mannie Francisco durchsetzen. Anschließend besiegte er ebenfalls deutlich auch noch den Titelverteidiger und Ex-Vize-Weltmeister Perrie Mans und zog ins Halbfinale ein. Im anderen Halbfinale gewann Südafrikas Rekordmeister Jimmy van Rensberg gegen Silvino Francisco. Überraschenderweise war es jedoch Außenseiter Mienie, der auch das Finale für sich entscheiden konnte. Für ihn war es der einzige Turniersieg bei einem Profiturnier in seiner gesamten Karriere.
| Erste Runde Best of 17 Frames | Erste Runde Best of 17 Frames |   |  | Halbfinale Best of 17 Frames | Halbfinale Best of 17 Frames |  |              | Finale Best of 17 Frames | Finale Best of 17 Frames |
|                               |                               |   |  |                              |                              |  |              |                          |                          |
| Derek Mienie                  | 9                             |   |  | Perrie Mans                  | 3                            |  |              |                          |                          |
| Peter Francisco               | 3                             |   |  | Derek Mienie                 | 9                            |  |              |                          |                          |
|                               |                               |   |  |                              |                              |  | Derek Mienie | 9                        |                          |
|                               | Jimmy van Rensberg            | 6 |  |                              |                              |  |              |                          |                          |
|                               |                               |   |  | Jimmy van Rensberg           | 9                            |  |              |                          |                          |
|                               |                               |   |  | Silvino Francisco            | 7                            |  |              |                          |                          |